# Landkreis Schmalkalden-Meiningen

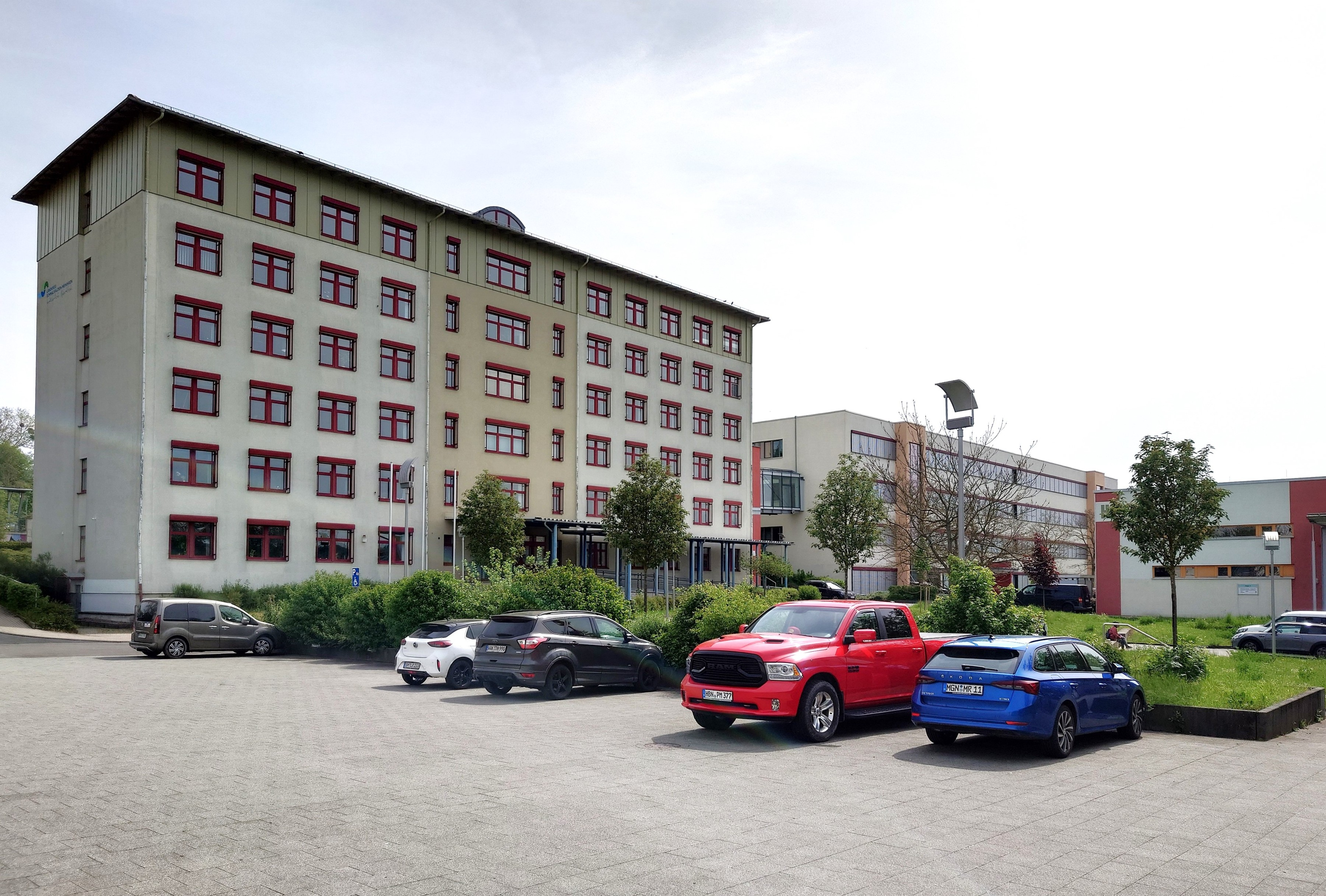
Landratsamt in Meiningen, Haus 1 – 3 (v.l.)

Der Landkreis Schmalkalden-Meiningen ist ein Landkreis im Südwesten des Landes Thüringen in Deutschland. Kreisstadt und größte Stadt des Landkreises ist Meiningen. Raumordnerisch gehört der Kreis zur Planungsregion Südwestthüringen.
Im kulturhistorisch fränkisch geprägten Landkreis wird hennebergisch gesprochen, ein unterostfränkischer Dialekt.

## Geografie
Der Landkreis erstreckt sich vom Rennsteig auf dem Kamm des Thüringer Waldes im Norden bis zur Hohen Rhön und zum Grabfeld im Süden. Der Landkreis ist nach Fläche der zweit- und nach Einwohnern der drittgrößte Thüringens. Nachbarkreise sind im Nordwesten beginnend im Uhrzeigersinn Wartburgkreis, Gotha, Ilm-Kreis, Suhl und Hildburghausen in Thüringen, Rhön-Grabfeld und Fulda in Bayern bzw. Hessen.
Nach dem Handbuch der naturräumlichen Gliederung Deutschlands liegt der Landkreis auf der Grenze der Mittelgebirgsschwelle zum Südwestdeutschen Schichtstufenland im Schnittpunkt der Haupteinheiten: Mainfränkische Platten (13) mit den Meininger Kalkplatten (1382), Osthessisches Bergland (35) mit Salzunger Werrabergland (359), Vorder- und Kuppenrhön (353) im Westen und dem südwestlichsten Zipfel in der Hohen Rhön (354) sowie Thüringisch-Fränkisches Mittelgebirge (39) mit Südlichem Vorland des Thüringer Waldes (390) und Thüringer Wald (391) im Norden. Die Naturräume Thüringens (TLUG) entsprechen dem im Wesentlichen, mit Meininger Kalkplatten, Basaltkuppenland Vorderrhön, Bad Salzunger Buntsandsteinland und Südthüringer Buntsandstein-Waldland sowie dem Thüringer Gebirge im Norden.

### Berge
- Großer Inselsberg (916 m ü. NN)
- Sommerbachskopf (941,5 m) bei Zella-Mehlis
- Ellenbogen (814 m ü. NN), höchster Berg der Thüringer Rhön
- Gebaberg (751 m ü. NN)
- Dolmar (739 m ü. NN)

### Gewässer
Der größte Fluss des Landkreises ist die Werra, die den Kreis von Süden nach Norden mit einer Flüsslänge von zirka 50 km durchfließt. Sie fällt dabei von 300 auf 250 m ü. NN. Größte Nebenflüsse der Werra sind im Landkreis von rechts Hasel und Schmalkalde sowie von links Sülze, Herpf und Katza. Größere stehende Gewässer sind die Teiche in Untermaßfeld und die Breitunger Seen.

## Geschichte
Der Kreis wurde im Jahr 1994 durch die Zusammenlegung der bis dahin bestehenden Landkreise Meiningen und Schmalkalden mit großen Teilen des Landkreises Suhl gebildet. Der Landkreis Schmalkalden-Meiningen ist Teil des historischen Henneberger Landes, das später vorwiegend vom Herzogtum Sachsen-Meiningen und der zur Landgrafschaft Hessen gehörenden Herrschaft Schmalkalden eingenommen wurde.
2019 wechselte die Stadt Kaltennordheim vom Wartburgkreis in den Landkreis Schmalkalden-Meiningen.

### Einwohnerentwicklung
Seit der Bildung des Kreises geht die Einwohnerzahl kontinuierlich zurück. Ausnahmen bilden seit 2011 hier nur die beiden größten Städte Meiningen und Schmalkalden sowie einige der beiden Städte umliegenden Gemeinden, deren Einwohnerzahlen nur leichten Schwankungen unterliegen. Die Kreisstadt Meiningen kann weiter seit 2011 auf den Gebietsstand gerechnet wieder ein Bevölkerungswachstum verzeichnen. 2019 gab es ein leichtes Wachstum bei der Einwohnerzahl des Landkreises bedingt durch das Hinzukommen von Kaltennordheim.
| Jahr | Einwohner |
| ---- | --------- |
| 1994 | 147.860   |
| 1995 | 146.868   |
| 1996 | 146.348   |
| 1997 | 145.878   |
| 1998 | 145.190   |
| 1999 | 144.546   |
| 2000 | 143.702   |
| 2001 | 142.488   |
| 2002 | 141.055   |
| 2003 | 139.637   |

| Jahr | Einwohner |
| ---- | --------- |
| 2004 | 138.642   |
| 2005 | 137.267   |
| 2006 | 135.805   |
| 2007 | 134.262   |
| 2008 | 132.780   |
| 2009 | 131.312   |
| 2010 | 129.982   |
| 2011 | 128.800   |
| 2012 | 126.208   |
| 2013 | 125.574   |

| Jahr | Einwohner |
| ---- | --------- |
| 2014 | 125.056   |
| 2015 | 124.623   |
| 2016 | 123.506   |
| 2017 | 122.952   |
| 2018 | 122.347   |
| 2019 | 124.916   |
| 2020 | 124.241   |
| 2021 | 123.404   |
| 2022 | 121.791   |
| 2023 | 121.151   |

| Jahr | Einwohner |
| ---- | --------- |
| 2024 | 120.214   |

Datenquelle: ab 1994 Thüringer Landesamt für Statistik – Werte vom 31. Dezember

### Religionen
Die evangelischen Einwohner des Landkreises gehören zum Kirchenkreis Meiningen in der Evangelischen Kirche in Mitteldeutschland und zum Kirchenkreis Schmalkalden in der Evangelischen Kirche von Kurhessen-Waldeck. Die katholischen Einwohner gehören zum Dekanat Meiningen im Bistum Erfurt.
Den Ergebnissen des Zensus vom 9. Mai 2011 zufolge waren 4 220 Einwohner katholisch und 50 970 evangelisch-lutherisch. Somit lag der Anteil der Katholiken bei 3,3 % und der der Protestanten bei 40,3 %. Weitere 1,1 % gehörten protestantischen Freikirchen an und 0,2 % waren orthodoxe Christen. Insgesamt 54,2 % machten keine Angaben zu ihrer Religionszugehörigkeit, gehörten einer anderen Konfession an oder waren bekenntnislos.

## Politik

### Landrat
Landrätin ist seit 2018 Peggy Greiser (parteilos), die den nicht wieder zur Wahl antretenden Peter Heimrich (SPD) ablöste. Bei den Landratswahlen am 15. April 2018 kam Peggy Greiser mit 52,8 % unter den drei Kandidaten auf die absolute Mehrheit der Stimmen. Gegen Peggy Greiser traten Christiane Barth (CDU) und Hartmut Kremmer (FDP) an. Christiane Barth kam auf 33,3 % und Hartmut Kremmer auf 13,8 % der Wählerstimmen.
Am 26. Mai 2024 wurde die für die SPD angetretene Peggy Greiser wiedergewählt. Sie setzte sich mit 52,5 % der Wählerstimmen gegen den Mitbewerber Ralf Liebaug (CDU) durch, der auf 47,5 % kam.
Als erste hauptamtliche Beigeordnete und damit Stellvertreterin der Landrätin fungiert Susanne Reich (parteilos), der Posten des ersten ehrenamtlichen Beigeordneten ist mit Ralf Liebaug (CDU) besetzt. Zweiter ehrenamtlicher Beigeordneter ist Volker Rosenhahn (AfD).
Seit der Gründung des Landkreises 1994 bis 2012 war Ralf Luther (CDU) der Landrat. Er war Mitinitiator der „Goldenen Brücke“, der Stahl-Glas-Figur „Barbarossa“ und der Stahlplastiken „Auf der Flucht erschossen“ und „Vertreibung“ im Nationaldenkmal Skulpturenpark Deutsche Einheit. Luther trat 2012 nicht mehr zur Wiederwahl an. 2012 gewann Peter Heimrich die Wahlen zum Landrat und übte dieses Amt eine Amtszeit lang bis 2018 aus.

### Kreistag
Der Kreistag ist die kommunale Volksvertretung auf Landkreisebene im Landkreis Schmalkalden-Meiningen. Der Kreistag ist das Hauptorgan zur Entscheidungsfindung für elementare Angelegenheiten auf Landkreisebene. Er hat 50 Sitze:
| Partei                 | Sitze   | Sitzverteilung im Schmalkalden-Meininger Kreistag seit 2024Insgesamt 50 Sitze - Linke: 3 - Grüne: 1 - Piraten: 1 - SPD: 12 - FDP: 2 - FW: 4 - RRF: 1 - CDU: 12 - AfD: 14 |
| AfD                    | 14 (+5) | Sitzverteilung im Schmalkalden-Meininger Kreistag seit 2024Insgesamt 50 Sitze - Linke: 3 - Grüne: 1 - Piraten: 1 - SPD: 12 - FDP: 2 - FW: 4 - RRF: 1 - CDU: 12 - AfD: 14 |
| CDU                    | 12 (−1) | Sitzverteilung im Schmalkalden-Meininger Kreistag seit 2024Insgesamt 50 Sitze - Linke: 3 - Grüne: 1 - Piraten: 1 - SPD: 12 - FDP: 2 - FW: 4 - RRF: 1 - CDU: 12 - AfD: 14 |
| SPD                    | 12 (±0) | Sitzverteilung im Schmalkalden-Meininger Kreistag seit 2024Insgesamt 50 Sitze - Linke: 3 - Grüne: 1 - Piraten: 1 - SPD: 12 - FDP: 2 - FW: 4 - RRF: 1 - CDU: 12 - AfD: 14 |
| FREIE WÄHLER           | 4 (+1)  | Sitzverteilung im Schmalkalden-Meininger Kreistag seit 2024Insgesamt 50 Sitze - Linke: 3 - Grüne: 1 - Piraten: 1 - SPD: 12 - FDP: 2 - FW: 4 - RRF: 1 - CDU: 12 - AfD: 14 |
| DIE LINKE              | 3 (−2)  | Sitzverteilung im Schmalkalden-Meininger Kreistag seit 2024Insgesamt 50 Sitze - Linke: 3 - Grüne: 1 - Piraten: 1 - SPD: 12 - FDP: 2 - FW: 4 - RRF: 1 - CDU: 12 - AfD: 14 |
| FDP                    | 2 (−1)  | Sitzverteilung im Schmalkalden-Meininger Kreistag seit 2024Insgesamt 50 Sitze - Linke: 3 - Grüne: 1 - Piraten: 1 - SPD: 12 - FDP: 2 - FW: 4 - RRF: 1 - CDU: 12 - AfD: 14 |
| GRÜNE                  | 1 (−3)  | Sitzverteilung im Schmalkalden-Meininger Kreistag seit 2024Insgesamt 50 Sitze - Linke: 3 - Grüne: 1 - Piraten: 1 - SPD: 12 - FDP: 2 - FW: 4 - RRF: 1 - CDU: 12 - AfD: 14 |
| Rhön-Rennsteig-Freunde | 1 (+1)  | Sitzverteilung im Schmalkalden-Meininger Kreistag seit 2024Insgesamt 50 Sitze - Linke: 3 - Grüne: 1 - Piraten: 1 - SPD: 12 - FDP: 2 - FW: 4 - RRF: 1 - CDU: 12 - AfD: 14 |
| PIRATEN/ÖDP            | 1 (±0)  | |

(Stand: Kommunalwahl am 26. Mai 2024)

### Wappen

Flagge des Landkreises

Durch das Thüringer Landesverwaltungsamt wurde am 15. Juli 1995 folgendes Wappen für den Landkreis Schmalkalden-Meiningen genehmigt.
Wappenbeschreibung
„Das Wappen ist geviertet und zeigt in Feld 1 in Gold auf einem grünen Dreiberg eine schwarze Henne mit rotem Kamm und roten Lappen, in Feld 2 in Blau einen siebenmal von Silber über Rot geteilten, golden gekrönten Löwen mit goldener Bewehrung, in Feld 3 in Blau eine schrägrechte goldene Lanze mit einer rot-weiß gevierteten Fahne, deren linker Rand in jedem Feld eine halbkreisförmige Einbuchtung zeigt; Feld 4 ist neunmal von Schwarz über Gold geteilt und mit einem schrägrechten grünen Rautenkranz belegt.“
Das Kreiswappen stellt die verschiedenen Landesherren dar, die einst auf dem Gebiet des heutigen Landkreises regierten. Die Henne links oben steht für die Grafschaft Henneberg, die rot-weiße Flagge links unten präsentiert das Hochstift Würzburg (Meiningen, Walldorf, Leutersdorf), der rot-weiß-gestreifte Löwe rechts oben verweist auf Hessen (Schmalkalden, Brotterode und Steinbach-Hallenberg), die Raute mit den schwarz-gelben Streifen rechts unten steht für das Herzogtum Sachsen-Meiningen (Meiningen, Wasungen, Breitungen).
Eine Übersicht der Wappen von Städten und Gemeinden des Landkreises befindet sich in der Liste der Wappen im Landkreis Schmalkalden-Meiningen.

### Flagge
Die vom Thüringer Landesverwaltungsamt am 15. Juli 1995 genehmigte Flagge ist geviertet von Grün und Weiß und trägt das Kreiswappen.

## Wirtschaft und Infrastruktur

### Kultur und Tourismus
Kultur
Mit dem Staatstheater Meiningen, den Meininger Museen und der Meininger Hofkapelle existieren überregional bedeutende Kultureinrichtungen im Landkreis. Auch finden in der Kreisstadt zahlreiche überregional bedeutende Kulturveranstaltungen wie die Meininger Kleinkunsttage oder das Thüringer Märchen- und Sagenfest statt. Einen großen Anziehungspunkt für Dampflokbegeisterte aus ganz Europa bilden die Meininger Dampfloktage.
Tourismus

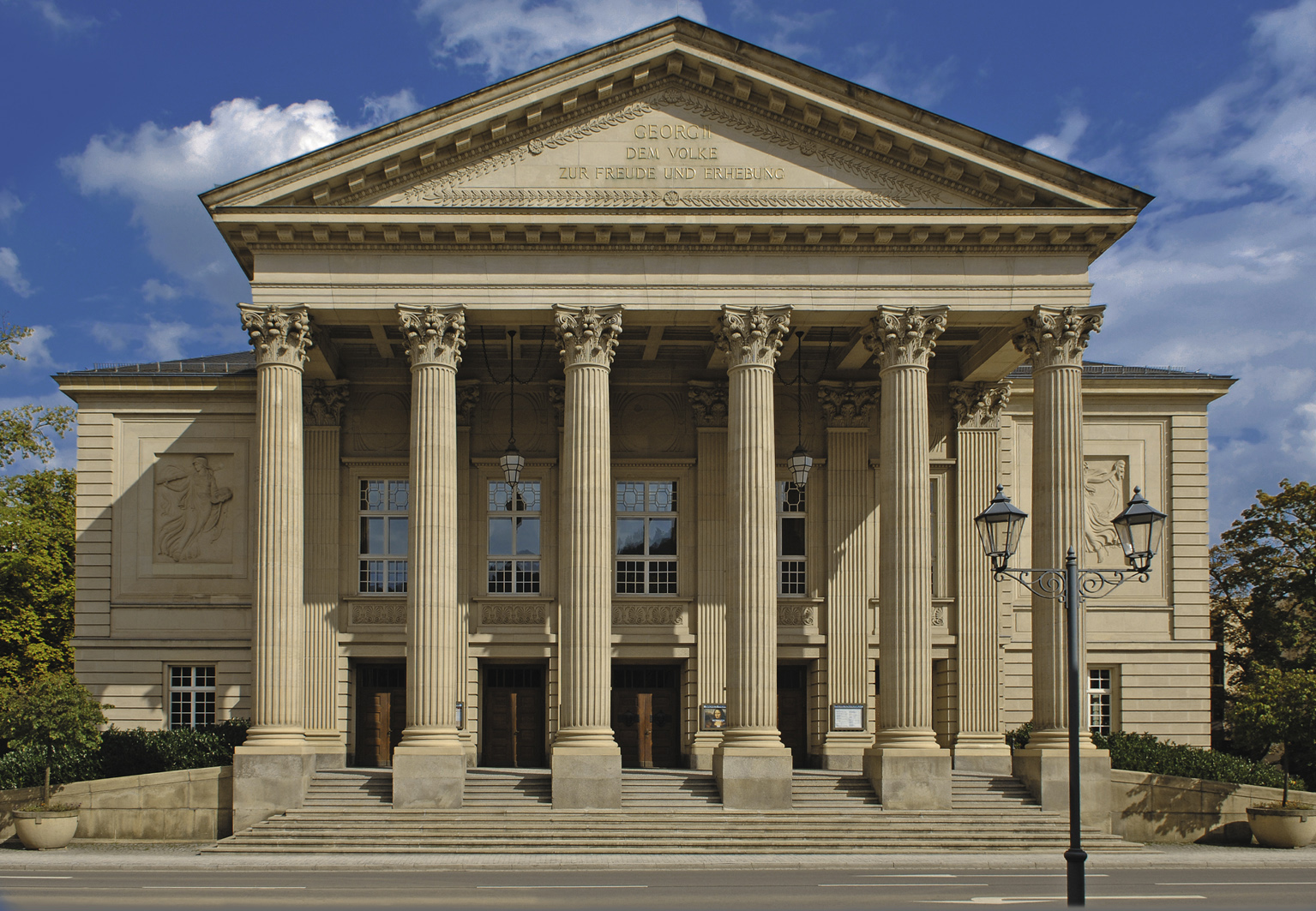
Staatstheater Meiningen

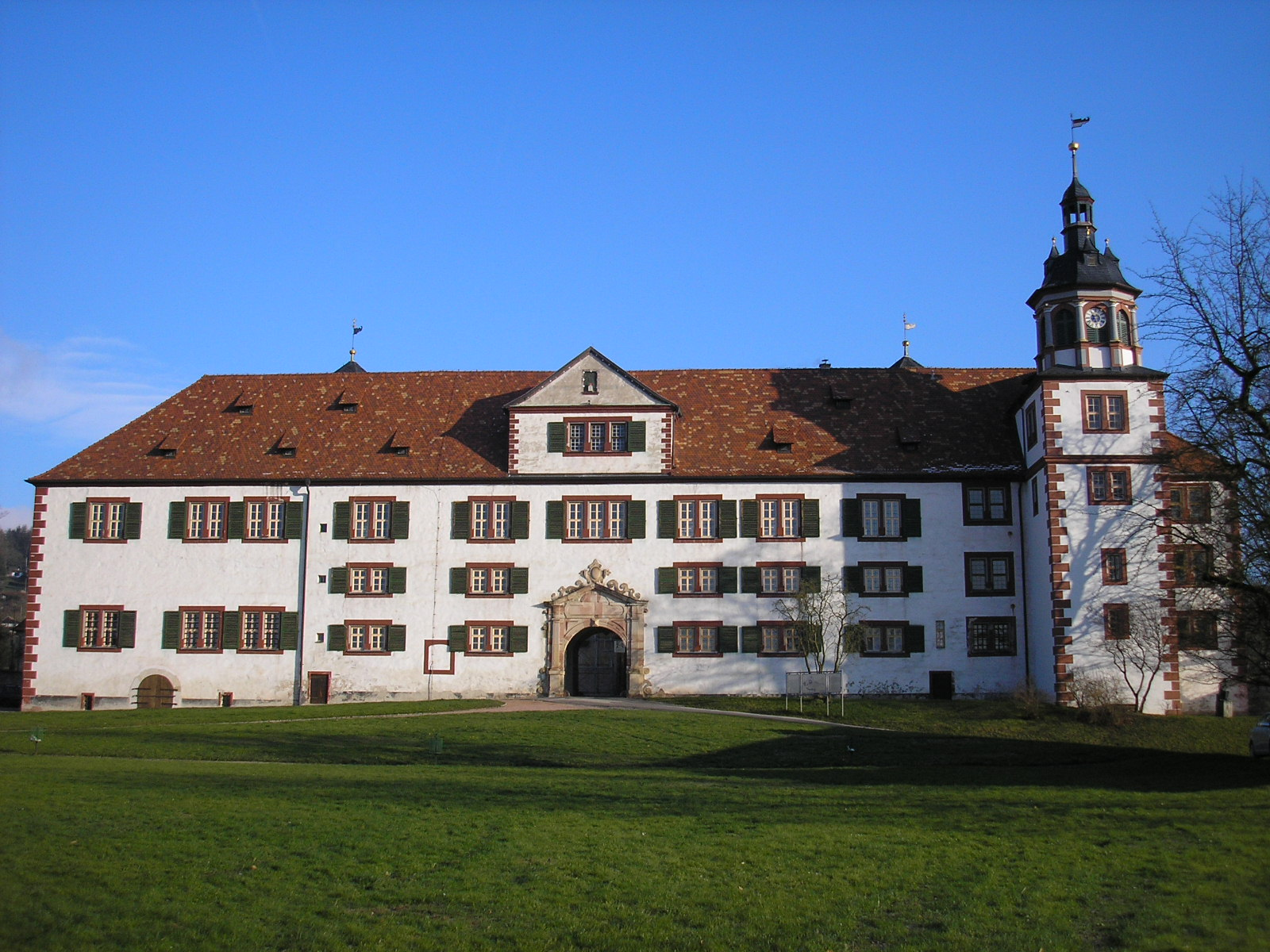
Schloss Wilhelmsburg

Touristische Anziehungspunkte sind neben der Residenzstadt Meiningen mit den Schlössern Elisabethenburg und Landsberg und der Fachwerkstadt Schmalkalden mit dem Schloss Wilhelmsburg der Wintersportort Oberhof sowie die Wanderregionen in der Rhön und am Rennsteig im Thüringer Wald. Zahlreiche Rad- und Wanderwege durchziehen den Landkreis, darunter der Werratal-Radweg, der Main-Werra-Radweg und der Rhön-Rennsteig-Wanderweg. Einen Wasserwanderweg für Kanuten bietet die Werra. Ausflugsziele sind des Weiteren das Meeresaquarium in Zella-Mehlis, der Trusetaler Wasserfall, der Vulkanberg Dolmar mit seinem Sportflugplatz, die Viba-Nougatwelt in Schmalkalden, die Märchen- und Sandsteinhöhle in Walldorf, die Goetz-Höhle und die Dampflok Erlebniswelt Meiningen. Ein besonderes Naturerlebnis ist der Forstbotanische Garten Wasungen.

### Schutzgebiete
Im Landkreis befinden sich 29 ausgewiesene Naturschutzgebiete (Stand Januar 2017).

### Verkehr
ÖPNV
Der ÖPNV wird kreisweit mit Buslinien der Meininger Busbetriebs GmbH sichergestellt.
Straße
Mit dem Bau der Bundesautobahn 71 Sangerhausen–Erfurt–Schweinfurt fand der Landkreis im Jahr 2003 Anschluss an das deutsche Autobahnnetz. Anschlussstellen befinden sich je zweimal bei Zella-Mehlis und Meiningen sowie eine bei Rentwertshausen. Weitere überregional bedeutende Straßen sind die B 19 Eisenach–Meiningen–Würzburg, die B 89 Meiningen–Sonneberg–Kronach und die B 285 durch die Rhön.
Bahn
Als Eisenbahnstrecken durchqueren den Landkreis die Bahnstrecke Neudietendorf–Ritschenhausen mit den Bahnlinien Erfurt–Grimmenthal–Würzburg/Meiningen, die Werrabahn mit der Bahnlinie Eisenach–Meiningen–Eisfeld–Sonneberg, die Bahnstrecke Schweinfurt–Meiningen und die Bahnstrecke Zella-Mehlis–Schmalkalden–Wernshausen, auf denen Regionalbahnen verkehren.
Flugverkehr
Der nächstgelegene internationale Flughafen befindet sich in der Landeshauptstadt Erfurt (80 Kilometer). Bis zum bedeutenden Flughafen Frankfurt Main sind es über Fulda rund 175 Kilometer.

### Wirtschaft
Wirtschaftlich ist der Landkreis vielfältig geprägt. Metallverarbeitendes Gewerbe, Werkzeug- und Kunststoffindustrie sind insbesondere in Schmalkalden, Steinbach-Hallenberg und Zella-Mehlis zu finden. Maschinenbau, Elektrotechnik und die Hightech-Branche haben sich vornehmlich in Meiningen angesiedelt. Lebensmittelbetriebe und die Landwirtschaft befinden sich im Werratal, Grabfeld und in Teilen der Rhön. Ein traditioneller Standort für Verwaltung und medizinische Einrichtungen ist die Kreisstadt. Mit Stand 2024 bietet Meiningen mit 12.806 Stellen die meisten sozialversicherungspflichtigen Arbeitsplätze im Landkreis, gefolgt von Schmalkalden (8.150) und Zella-Mehlis (5.989). Größter Arbeitgeber im Landkreis ist das Helios Klinikum Meiningen mit rund 1200 Beschäftigten.
In Meiningen befindet sich seit 1914 das Dampflokwerk Meiningen mit bis zu 3000 Beschäftigten in den 1950er Jahren. Heute ist das Werk mit mehr als hundert Beschäftigten einer der wenigen Betriebe in Europa, die Dampflokomotiven Instand setzen oder neu bauen können.
Der Landkreis Schmalkalden-Meiningen besitzt 47 Gewerbe- und Industriestandorte mit einer Bruttofläche von 818 Hektar (Stand 2018). Davon stehen 174 ha freie Flächen zur Verfügung. Die größte freie zusammenhängende Fläche befindet sich im IG „Thüringer Tor“ mit 78,3 ha. Große zusammenhängende Industrie- und Gewerbegebiete ab 25 ha Nettofläche sind neben dem „Thüringer Tor“ mit 95 ha das Gewerbegebiet Meiningen-Dreißigacker mit 93,5 ha (Stand 2024), das Industriegebiet Zella-Mehlis-Ost I-III mit 88,57 ha, das Industriegebiet „Rohrer Berg“ in Meiningen mit 30,4 ha und das Gewerbe- und Industriegebiet „Am Scherzer“ in Steinbach-Hallenberg mit 25,66 ha (alle Stand 2017).
Im Zukunftsatlas 2016 belegte der Landkreis Schmalkalden-Meiningen Platz 334 von 402 Landkreisen und kreisfreien Städten in Deutschland und zählt damit zu den Regionen mit „Zukunftsrisiken“.

#### Banken
Im Landkreis gibt es zwei selbständige Banken.
- Rhön-Rennsteig-Sparkasse
- VR-Bank Bad Salzungen Schmalkalden eG

Des Weiteren haben diese Banken Zweigstellen im Landkreis:
- Raiffeisenbank im Grabfeld eG
- VR-Bank Main-Rhön eG
- Commerzbank AG
- Sparda-Bank Berlin
- Flessabank
- Merkur Privatbank KGaA

### Öffentliche Sicherheit und Brandschutz
Im Landkreis gibt es rund 100 Freiwillige Feuerwehren. Zusammen stehen den Feuerwehren im Landkreis rund 200 bis 250 Einsatzfahrzeuge und Anhänger zur Verfügung. Außerdem unterhält die Thüringer Polizei eine Polizeiinspektion in Meiningen und eine Polizeistation in Schmalkalden. Ihr untergeordnet sind rund 200 Beamte und eine zweistellige Anzahl an sogenannten Kontaktbereichsbeamten (KOBB). In Meiningen befindet sich des Weiteren das Bildungszentrum der Thüringer Polizei, wo die zukünftigen Polizeibeamten für Thüringen ausgebildet werden. Ebenfalls in Meiningen befindet sich zudem ein Standort der Bundespolizei im Bahnhof Meiningen.
Der Rettungsdienst, welcher von zwei DRK-Kreisverbänden übernommen wird, unterhält zehn Rettungswachen im Landkreis in den Orten Meiningen, Dreißigacker (Meiningen), Schmalkalden, Wernshausen (Schmalkalden), Brotterode, Zella-Mehlis, Steinbach-Hallenberg, Erbenhausen, Wolfmannshausen (Gemeinde Grabfeld) und Wahns (Wasungen). Die zuständige Rettungsleitstelle des Landkreises befindet sich im Haus 3 des Landratsamtes in Meiningen.
Der DRK Kreisverband Meiningen unterhält ein Katastrophenschutzzentrum mit Sanitäts- und Betreuungszug für den gesamten Landkreis Schmalkalden-Meiningen und der Schmalkalder Kreisverband eine Schnelleinsatzgruppe (SEG) in Niederschmalkalden. Wasserwachten vervollständigen die öffentliche Sicherheit des Landkreises.

### Medizinische Einrichtungen
Die Medizinische Absicherung im Landkreis Schmalkalden-Meiningen wird durch drei Kliniken sichergestellt. Das größte Krankenhaus im Landkreis und zweitgrößtes Krankenhaus in Südthüringen ist das vom Klinikkonzern Helios Kliniken betriebene Klinikum Meiningen mit überregionalem Versorgungsauftrag (Schwerpunktversorgung). Das Elisabeth Klinikum Schmalkalden als zweites Krankenhaus mit Grundversorgung gehört dem kreiseigenen Betrieb „Kreiswerke Schmalkalden-Meiningen“ an, welcher gleichzeitig Träger des Krankenhauses ist. Das Sozialwerk Meiningen der Diakonie betreibt die Geriatrische Fachklinik „Georgenhaus“ als Fachklinik für Geriatrie mit stationärem Hospiz. Ergänzt wird das medizinische Angebot neben den üblichen Arztpraxen von mehreren im Landkreis verteilten Medizinischen Versorgungszentren (MVZ) und dem Fachärztezentrum (Ärztehäuser und Gesundheitszentrum) in Meiningen-Dreißigacker.

### Bildung
In Schmalkalden ist eine Hochschule mit rund 3000 Studenten und den Fachrichtungen Elektrotechnik, Informatik, Wirtschaft und Maschinenbau ansässig. Eine Fachhochschule der Thüringer Polizei für den gehobenen Polizeidienst bietet Meiningen im Bildungszentrum der Thüringer Polizei.
Berufsbildungszentren existieren in Schmalkalden (mit gymnasialem Zweig), Meiningen und Zella-Mehlis. Ein Abitur kann man in den fünf Gymnasien des Landkreises ablegen: in Meiningen im Henfling-Gymnasium und dem Evangelischen Gymnasium, in Schmalkalden im Philipp-Melanchthon-Gymnasium, in Zella-Mehlis im Heinrich-Ehrhardt-Gymnasium und in Kaltensundheim im Thüringischen Rhön-Gymnasium.

## Gemeinden

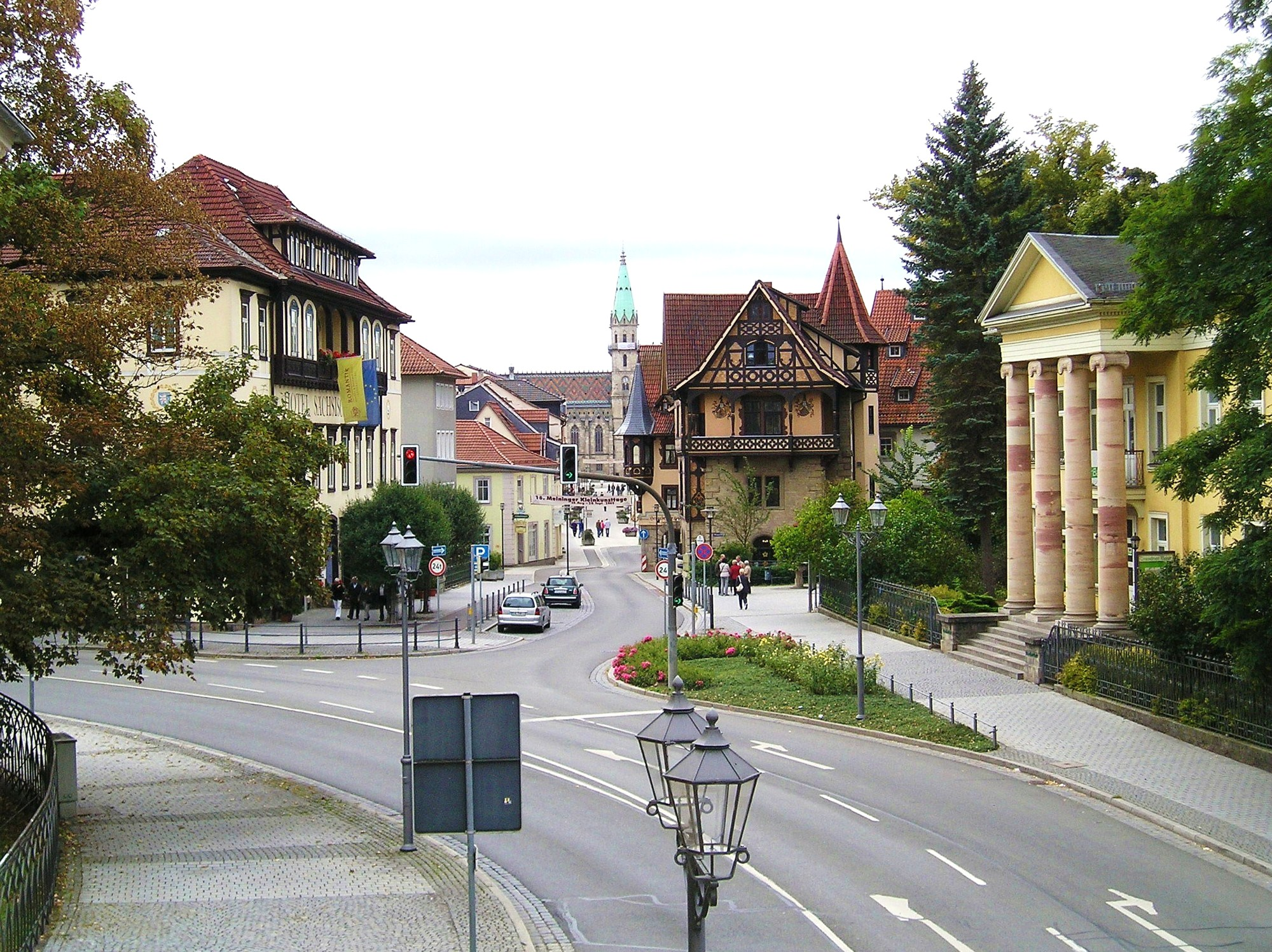
Meiningen, Blick in die Georgstraße

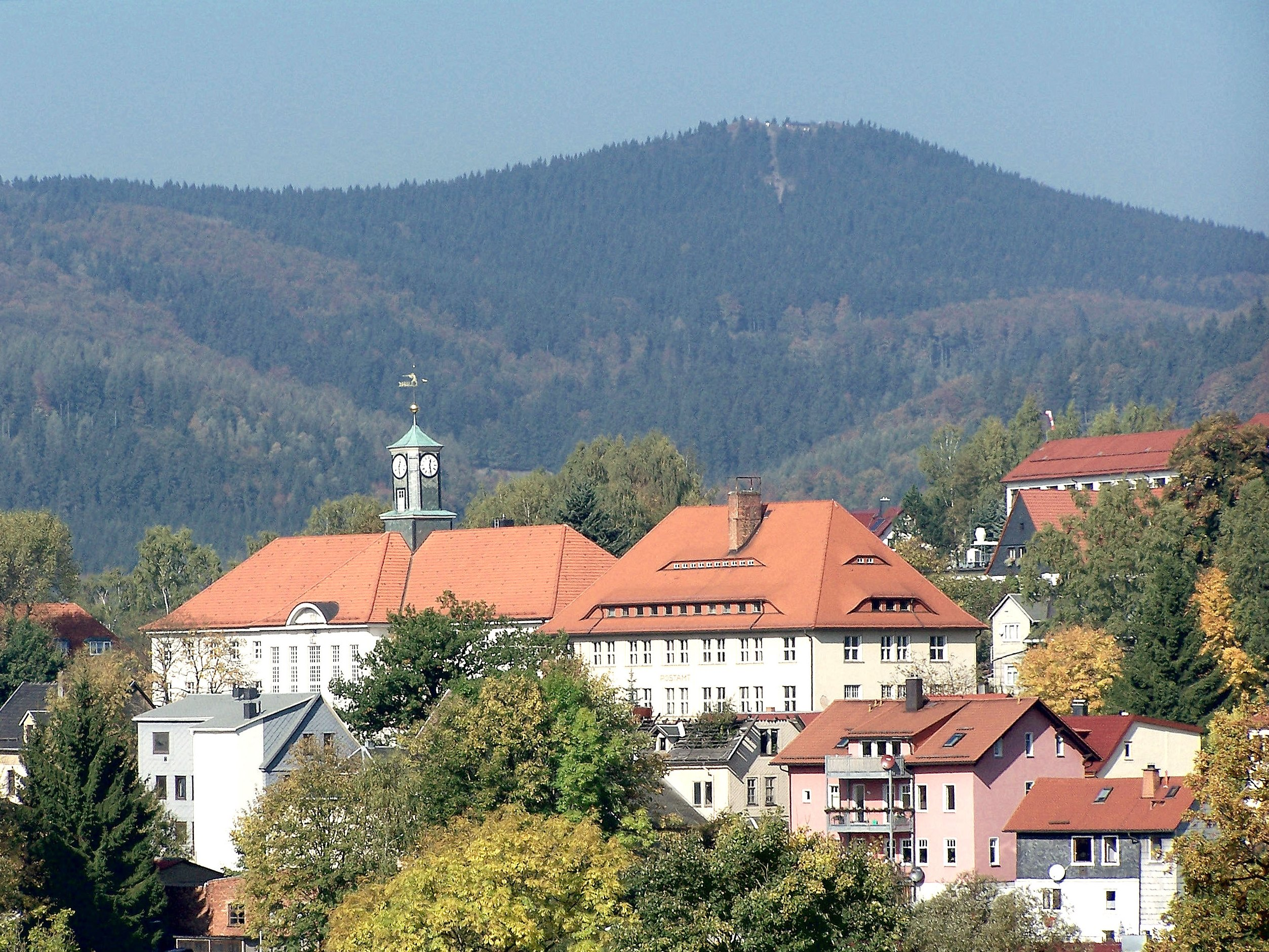
Zella-Mehlis, Blick zum Rathaus

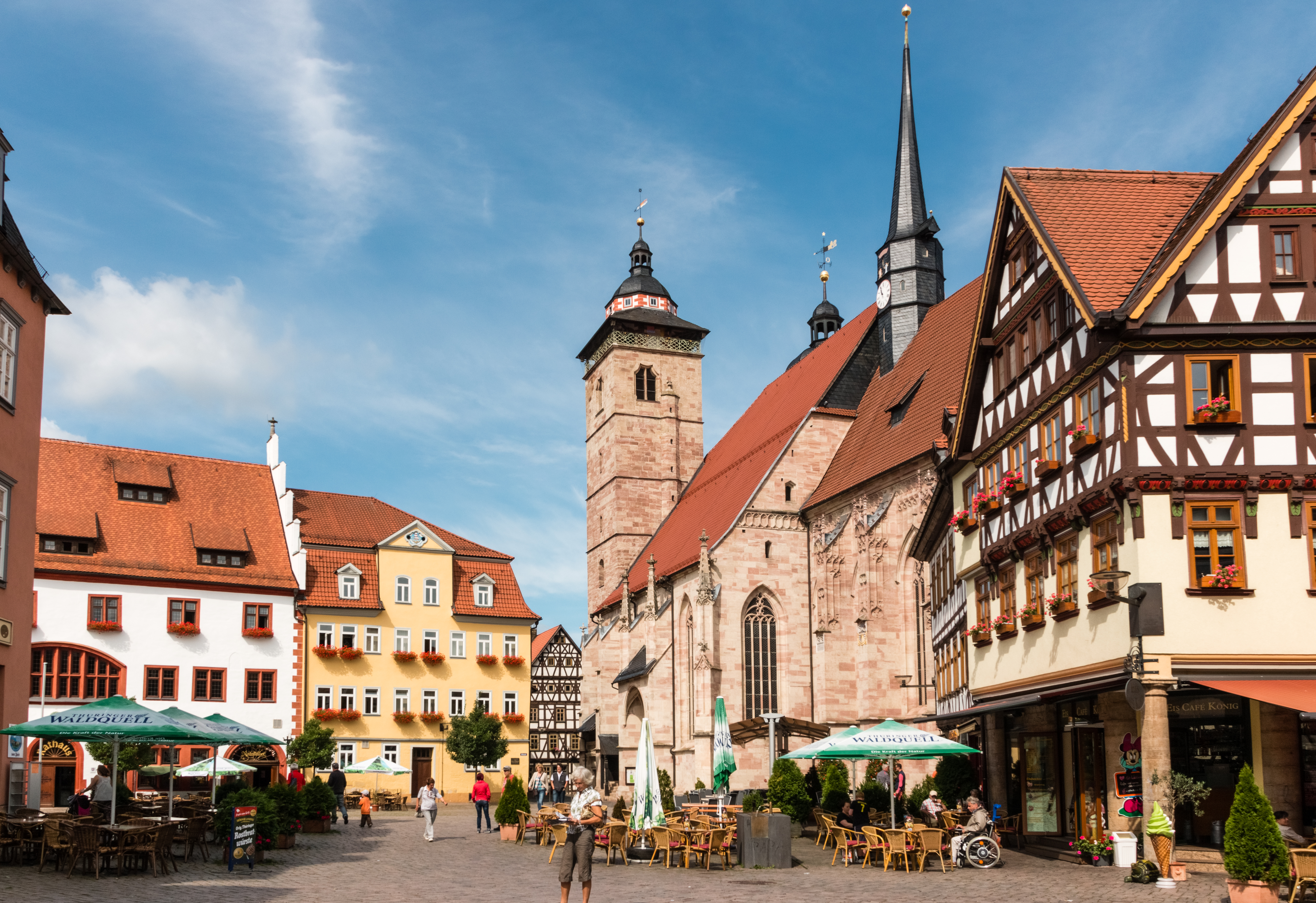
Schmalkalden, Blick in die Altstadt

Funktionsteilig und kreisübergreifend sind Meiningen, Schmalkalden, Zella-Mehlis und Oberhof gemeinsam mit Suhl (kreisfreie Stadt) und Schleusingen (Landkreis Hildburghausen) als Oberzentrum ausgewiesen.
Grundzentren sind Breitungen/Werra, Brotterode-Trusetal, Kaltennordheim, Steinbach-Hallenberg und Wasungen.
(Einwohner am 31. Dezember 2024)
| gemeinschaftsfreie Gemeinden 1. Brotterode-Trusetal, Stadt (5.571) 2. Floh-Seligenthal (5.566) 3. Grabfeld (5.425) 4. Oberhof, Stadt (1.592) 5. Rhönblick (2.588) 6. Schmalkalden, Stadt (19.323) 7. Steinbach-Hallenberg, Stadt (9.130) 8. Zella-Mehlis, Stadt (12.157) | erfüllende Gemeinden 1. Breitungen/Werra (4.394), erfüllende Gemeinde auch für 1. Fambach (1.868) 2. Rosa (673) 3. Roßdorf (564) 2. Meiningen, Stadt (25.002), erfüllende Gemeinde auch für 1. Rippershausen (780) 2. Untermaßfeld (1.220) |

Verwaltungsgemeinschaften

* Verwaltungssitz
| - 1. Verwaltungsgemeinschaft Dolmar-Salzbrücke (8.453) 1. Belrieth (325) 2. Christes (524) 3. Dillstädt (711) 4. Einhausen (410) 5. Ellingshausen (216) 6. Kühndorf (870) 7. Leutersdorf (216) 8. Neubrunn (522) 9. Obermaßfeld-Grimmenthal (1.179) 10. Ritschenhausen (320) 11. Rohr (912) 12. Schwarza * (1.090) 13. Utendorf (418) 14. Vachdorf (740) | - 2. Verwaltungsgemeinschaft Hohe Rhön (7.775) 1. Birx (168) 2. Erbenhausen (541) 3. Frankenheim/Rhön (1.029) 4. Kaltennordheim, Stadt * (5.562) 5. Oberweid (475) - 3. Verwaltungsgemeinschaft Wasungen-Amt Sand (8.133) 1. Friedelshausen (271) 2. Mehmels (348) 3. Schwallungen (2.172) 4. Wasungen, Stadt * (5.342) |

Zu den Begriffen „Verwaltungsgemeinschaft“ bzw. „erfüllende Gemeinde“ siehe Verwaltungsgemeinschaft und erfüllende Gemeinde (Thüringen).

## Gebietsveränderungen

### Gemeinden
- Auflösung der Gemeinde Struth-Helmershof – Eingliederung nach Floh-Seligenthal (1. Januar 1996)
- Auflösung der Gemeinden Bettenhausen, Gerthausen, Helmershausen, Hermannsfeld, Stedtlingen und Wohlmuthhausen – Bildung der Gemeinde Rhönblick auch aus dem OT Seeba der Gemeinde Herpf (1. August 1996)
- Auflösung des Kurortes Kleinschmalkalden – Eingliederung nach Floh-Seligenthal (1. Februar 2006)
- Auflösung der Gemeinden Behrungen, Berkach, Bibra, Exdorf, Jüchsen, Nordheim, Queienfeld, Rentwertshausen, Schwickershausen und Wolfmannshausen – Bildung der Gemeinde Grabfeld (1. Dezember 2007)
- Auflösung der Gemeinde Heßles – Eingliederung nach Fambach (1. Dezember 2008)
- Auflösung der Gemeinde Wernshausen – Eingliederung nach Schmalkalden (1. Dezember 2008)
- Auflösung der Gemeinde Herpf – Eingliederung nach Meiningen (1. Dezember 2010)
- Eingliederung der Stadt Brotterode in die Gemeinde Trusetal – Umbenennung der Gemeinde Trusetal in Stadt Brotterode-Trusetal (1. Dezember 2011)
- Auflösung der Gemeinde Bauerbach – Eingliederung in die Gemeinde Grabfeld (1. Januar 2012)
- Auflösung der Gemeinde Springstille – Eingliederung in die Stadt Schmalkalden (6. Juli 2018)
- Auflösung der Gemeinden Altersbach, Bermbach, Oberschönau, Rotterode, Unterschönau und Viernau – Eingliederung nach Steinbach-Hallenberg (1. Januar 2019)
- Auflösung der Gemeinde Benshausen – Eingliederung nach Zella-Mehlis (1. Januar 2019)
- Auflösung der Gemeinden Henneberg, Wallbach und Walldorf – Eingliederung nach Meiningen (1. Januar 2019)
- Auflösung der Gemeinden Hümpfershausen, Metzels, Oepfershausen, Unterkatz und Wahns – Eingliederung nach Wasungen (1. Januar 2019)
- Auflösung der Gemeinde Wölfershausen – Eingliederung nach Grabfeld (1. Januar 2019)
- Eingliederung der Stadt Kaltennordheim vom Wartburgkreis in den Landkreis Schmalkalden-Meiningen (1. Januar 2019)
- Auflösung der Gemeinden Aschenhausen, Kaltensundheim, Kaltenwestheim, Melpers, Oberkatz und Unterweid – Eingliederung nach Kaltennordheim (1. Januar 2019)
- Auflösung der Gemeinde Stepfershausen – Eingliederung nach Meiningen (31. Dezember 2019)
- Auflösung der Gemeinde Sülzfeld – Eingliederung nach Meiningen (1. Januar 2024)

### Verwaltungsgemeinschaften und erfüllende Gemeinden
- Erweiterung der Verwaltungsgemeinschaft Salzbrücke um die Gemeinde Bauerbach (4. November 1994)
- Auflösung der Verwaltungsgemeinschaften Amt Sand, Walldorf und Wasungen – Bildung der Verwaltungsgemeinschaft Wasungen-Amt Sand (30. Juni 1995)
- Die Stadt Meiningen wird erfüllende Gemeinde für Herpf, Rippershausen, Sülzfeld und Untermaßfeld (28. Juli 1995)
- Die Stadt Meiningen wird erfüllende Gemeinde für Henneberg (1. Mai 1996)
- Die Stadt Meiningen wird erfüllende Gemeinde für Stepfershausen (1. August 1996)
- Auflösung der Verwaltungsgemeinschaften Vorderrhön und Werratal – Breitungen/Werra wird erfüllende Gemeinde für die anderen vier Mitgliedsgemeinden Fambach, Heßles, Rosa und Roßdorf (1. August 1996)
- Auflösung der Verwaltungsgemeinschaft Rhönblick – Bildung der Gemeinde Rhönblick aus den Mitgliedsgemeinden und weiteren Gemeinden (1. August 1996)
- Erweiterung der Verwaltungsgemeinschaft Hohe Rhön um die Gemeinden Frankenheim/Rhön und Unterweid (1. Januar 1997)
- Auflösung der Verwaltungsgemeinschaft Rennsteig – Eingliederung der Kurortes Kleinschmalkalden in die Gemeinde Floh-Seligenthal; die Stadt Brotterode wird selbständige Gemeinde (1. Februar 2006)
- Auflösung der Verwaltungsgemeinschaft Grabfeld – Bildung der Gemeinde Grabfeld aus den Mitgliedsgemeinden (1. Dezember 2007)
- Die Gemeinde Breitungen/Werra ist nicht länger erfüllende Gemeinde für Heßles (1. Dezember 2008)
- Die Stadt Meiningen ist nicht länger erfüllende Gemeinde für Herpf (1. Dezember 2010)
- Erweiterung der Verwaltungsgemeinschaft Wasungen-Amt Sand um die Gemeinde Schwallungen (1. Januar 2012)
- Auflösung der Verwaltungsgemeinschaften Dolmar und Salzbrücke – Neubildung der Verwaltungsgemeinschaft Dolmar-Salzbrücke (1. Januar 2012)
- Ausgliederung der Gemeinde Springstille aus der Verwaltungsgemeinschaft Haselgrund (6. Juli 2018)
- Auflösung der Verwaltungsgemeinschaft Haselgrund – Eingliederung der Mitgliedsgemeinden in die Stadt Steinbach-Hallenberg (1. Januar 2019)
- Die Stadt Meiningen ist nicht länger erfüllende Gemeinde für Henneberg (1. Januar 2019)
- Ausgliederung der Gemeinden Wallbach und Walldorf aus der Verwaltungsgemeinschaft Wasungen-Amt Sand (1. Januar 2019)
- Erweiterung der Verwaltungsgemeinschaft Hohe Rhön um die Stadt Kaltennordheim aus dem Wartburgkreis (1. Januar 2019)
- Die Stadt Meiningen ist nicht länger erfüllende Gemeinde für Stepfershausen (31. Dezember 2019)
- Die Stadt Meiningen ist nicht länger erfüllende Gemeinde für Sülzfeld (1. Januar 2024)

## Kfz-Kennzeichen
Die offiziellen Kfz-Kennzeichen sind SM für Landkreis Schmalkalden-Meiningen sowie MGN für Meiningen. Beide Kennzeichen können im gesamten Kreisgebiet zugelassen werden.

### Historie
Am 1. Juli 1994 wurden dem Landkreis die im Jahr 1991 eingeführten Kfz-Unterscheidungszeichen MGN (Meiningen) und SM (Schmalkalden) zugewiesen. Ab dem 1. Februar 1995 war nur noch das Kürzel SM (Schmalkalden-Meiningen) offiziell. Seit dem 24. November 2012 ist aufgrund der Kennzeichenliberalisierung das MGN wieder erhältlich.
Bis etwa zum Jahr 2000 erhielten Fahrzeuge aus den Teilkreisen besondere SM-Erkennungsnummern:
| Gebiet                                       | Buchstaben | Zahlen        |
| -------------------------------------------- | ---------- | ------------- |
| Altkreis Schmalkalden                        | A bis Z    | 1 bis 999     |
| Altkreis Schmalkalden                        | AA bis SZ  | 1 bis 99      |
| Teil vom Altkreis Suhl-Land mit Zella-Mehlis | ZA bis ZZ  | 1 bis 999     |
| Altkreis Meiningen                           | A bis Z    | 1000 bis 9999 |